# 遺產和建築總局
48°31′N 2°12′E / 48.51°N 2.20°E
遺產和建築總局是一個2010年經過組織改造後的單位，屬於法國文化部轄屬的部長級理事會，前身是2007年所成立的遺產總局。

## 歷史沿革
2007年經由公共政策總體審查(法語：La révision générale des politiques publiques，簡寫：RGPP )法案的施行，於是成立了遺產總局，2010年1月13日組織改造後成立現在的遺產和建築總局。

### 組織合併
這個單位是法國文化部轄屬機關，整合了過去的三個組織單位：
- 建築與遺產局（法語：Direction de l'Architecture et du Patrimoine），簡稱：DAPA
- 法國檔案部部際服務機構（法語：Le service interministériel des archives de France），簡稱：SIAF
- 法國博物館服務管理局（法語：Service des Musées de France）

### 主要業務
遺產總局時期的主要目標，是保護過去和現在的建築和古蹟作品，並將其傳播給後代，隨著組織改造之後，這個的主要業務，根據下列五項目標推行政策：
- 為豐富的遺產，提供現代化保護和保存
- 加強遺產監管和技術管理
- 將所有具有藝術價值的資產公開，將所有作品推廣給大眾
- 提升建築創作和質量：優化資產和提高作品吸引力
- 對分散的組織、以及委外管理運營商進行更密切的監督，以優化公共遺產的管理。

### 組織架構
合併了原先的三個單位之後，仍舊持續運作這些整併後的單位，局長由數名副局長協助業務，局長本身也兼任歐洲遺產領袖論壇（英語：European Heritage Heads Forum）法國代表，雖然這是一個非正式的組織，但是匯集了歐洲各國的負責古蹟維運的管理首長。

## 歷任局長
- 菲利普·貝拉瓦爾（法語：Philippe Bélaval）[3]
- 伯特蘭-皮埃爾·蓋利（法語：Bertrand-Pierre Galey）[4]
- 文森特·貝喬（法語：Vincent Berjot）[5]
- 讓-米歇爾-洛耶-哈斯科特（法語：Jean-Michel Loyer-Hascoët）[6]
- 菲利普·巴爾巴特（法語：Philippe Barbat）[7]
- 讓-弗朗索瓦·赫伯特（法語：Jean-François Hebert）[8]

## 相關連結
- 法國文化部
- 遺產和建築總局 （页面存档备份，存于）